# Nanoscypha
Nanoscypha är ett släkte av svampar. Nanoscypha ingår i familjen Sarcoscyphaceae, ordningen skålsvampar, klassen Pezizomycetes, divisionen sporsäcksvampar och riket svampar.
|            | Sarcoscypha |
|            | |
|            | Phillipsia |
|            | |
|            | Cookeina |
|            | |
| Nanoscypha | \| \| Nanoscypha denisonii \| \| \| \| \| \| Nanoscypha orissaensis \| \| \| \| \| \| Nanoscypha euspora \| \| \| \| \| \| Nanoscypha bella \| \| \| \| \| \| Nanoscypha macrospora \| \| \| \| \| \| Nanoscypha pulchra \| \| \| \| \| \| Nanoscypha tetraspora \| \| \| \| \| \| Nanoscypha waterstonii \| \| \| \| \| \| Nanoscypha striatispora \| \| \| \| |
|            | \| \| Nanoscypha denisonii \| \| \| \| \| \| Nanoscypha orissaensis \| \| \| \| \| \| Nanoscypha euspora \| \| \| \| \| \| Nanoscypha bella \| \| \| \| \| \| Nanoscypha macrospora \| \| \| \| \| \| Nanoscypha pulchra \| \| \| \| \| \| Nanoscypha tetraspora \| \| \| \| \| \| Nanoscypha waterstonii \| \| \| \| \| \| Nanoscypha striatispora \| \| \| \| |
|            | Microstoma |
|            | |
|            | Geodina |
|            | |
|            | Aurophora |
|            | |
|            | Thindia |
|            | |
|            | Pseudopithyella |
|            | |
|            | Pithya |
|            | |
|            | Wynnea |
|            | |
|            | Kompsoscypha |
|            | |
|            | Nanoscypha denisonii |
|            | |
|            | Nanoscypha orissaensis |
|            | |
|            | Nanoscypha euspora |
|            | |
|            | Nanoscypha bella |
|            | |
|            | Nanoscypha macrospora |
|            | |
|            | Nanoscypha pulchra |
|            | |
|            | Nanoscypha tetraspora |
|            | |
|            | Nanoscypha waterstonii |
|            | |
|            | Nanoscypha striatispora |
|            | |

|  | Nanoscypha denisonii    |
|  |                         |
|  | Nanoscypha orissaensis  |
|  |                         |
|  | Nanoscypha euspora      |
|  |                         |
|  | Nanoscypha bella        |
|  |                         |
|  | Nanoscypha macrospora   |
|  |                         |
|  | Nanoscypha pulchra      |
|  |                         |
|  | Nanoscypha tetraspora   |
|  |                         |
|  | Nanoscypha waterstonii  |
|  |                         |
|  | Nanoscypha striatispora |
|  |                         |